# 2 (число)
2 (два, двійка) — число, цифра і гліф. Натуральне число між 1 і 3. У середньовічному й ранньомодерному кириличному письмі позначалася буквою в̃.

## Математика
- Ціле число називається парним, якщо воно ділиться на 2.
- Для цілих чисел, записаних в системі числення з парною основою (наприклад, в десятковій або шістнадцятковій), справедливе просте правило: число ділиться на 2, якщо його молодший розряд ділиться на 2.
- 2 — найменше і перше просте число, парна проста однина. Наступне просте число — 3
- 2 — перше просте число Софі Жермен, факторіальне просте число, просте число Лукаса, просте число Смарандейка — Велліна
- 2 — просте число Ейнштейна без уявної частини і з дійсною частиною виду 3n−1
- 2 — просте число Штерна, число Пелла, а також число Маркова
- 2 — друге число Каталана.
- 2 — третє число Фібоначчі як сума перших два, 1 і 1.
- 2 — дільник числа 10, так що звичайні дроби з числом 2 в знаменнику
- 2 — приставки: 102 гекто (г) і 10−2 санти (с)
- 2 — факторіал числа 2: 2! = 2.
- 2 — основа двійкової системи числення, широко використовуваної в обчислювальній техніці.

### Властивості
Для будь-якого числа {\displaystyle x}:
x + x = 2 · x — від додавання до множення
x · x = x² — від множення до піднесення до степеня
x x = x↑↑2 — від піднесення до степеня до гіпер-4 (↑↑ — нотація Дональда Е. Кнута)
Число 2 має також такі унікальні властивості: 2 + 2 = 2 · 2 = 2² = 2 ↑↑ 2 = 2 ↑↑↑ 2
- 10² = 100 називається сто, десяткові префікси: гекто (г) и санти (с)
- 2² = 4
- ½ називається половиною

### Евклідовагеометрія
- Через будь-які дві точки можна провести одну і тільки одну пряму.

## Наука
- Атомний номер гелію

## Музика
- Позначається інтервал секунда
- Список Других симфоній

## Дати
- Події
  - 2 рік;
  - 2 рік до н. е.
  - 1702 рік
  - 1802 рік
  - 1902 рік
  - 2002 рік
- Події, свята, дні народження і смерті відомих людей:

2 січня | 2 лютого | 2 березня | 2 квітня | 2 травня | 2 червня | 2 липня | 2 серпня | 2 вересня | 2 жовтня | 2 листопада | 2 грудня

## Інші галузі
- В кирилиці — числове значення літери В (вҍди)
- ASCII-код керуючого символу STX (start of text).
- Дві речі звичайно називають пара
- В англомовних текстах часто використовують 2 як скорочення прийменника «to» (до) та прислівника «too» (також) через співзвучність («2u» = «to you»)
- Дуплекс (Дюплекс) — дім на дві квартири з окремими входами
- Двійня, двійнята
- Двуколка — двуколісна повізка без ресору
- OS/2
- Другий день тижня — вівторок

### Творіння
- Дві статі в людей та тварин
- Дві сили:

Добро та зло,
їнь та ян.

### Християнство
- Подвійна природа, дві іпостасі боголюдини та дві волі Ісуса Христа — божественна та людська (на відміну від монофізитів та монофелітів).

### Язичництво
- В слов'янській міфології число 2 служить вказівкою на подвійну природу — єдність і протиріччя божественної сутності: чоловічу й жіночу (андрогина), темну й світлу (добро й зло) або виявлену й непрявленну, є однією з священних цифр і має власне зображення в магічних і народних орнаментах.